# Stretchia muricina
Stretchia muricina är en fjärilsart som beskrevs av Augustus Radcliffe Grote 1876. Stretchia muricina ingår i släktet Stretchia och familjen nattflyn. Inga underarter finns listade i Catalogue of Life.